# Roger Machado
Roger Machado Marques (Porto Alegre; 25 de abril de 1975) es un exfutbolista brasileño que jugaba como defensa. Actualmente dirige al Internacional de la Serie A.
En 2001 Roger Machado Marques jugó en la selección de fútbol de Brasil.

## Trayectoria

### Como futbolista
Fue formado en las bases juveniles de Gremio, donde hizo su debut en 1994. En aquel equipo vivió una de las eras más exitosa de toda su carrera al proclamarse campeón de la Copa Libertadores 1995 y del Campeonato Brasileño 1996, además de ganar tres veces la Copa de Brasil y cuatro veces el Campeonato Gaúcho.
En 2004 obtuvo su primera experiencia internacional al fichar por el Vissel Kobe de la J1 League de Japón donde estuvo hasta el año siguiente.
En 2006 regresó al fútbol brasileño a las filas del Fluminense, logrando ganar la Copa de Brasil 2007. 
En 2009 aceptó mudarse al D.C. United de los Estados Unidos, pero el trato fue cancelado después de que sufriera una lesión en la espalda y posteriormente se retiró.
La primera aparición de Roger con la selección de fútbol de Brasil ocurrió el 12 de junio de 2001, en la derrota por 1-0 contra México en la Copa América del año.

### Como entrenador
Roger regresó al Grêmio el 5 de enero de 2011, como entrenador asistente, pero abandonó el club en diciembre de 2013 y posteriormente fue nombrado entrenador de la Juventude el 19 de febrero siguiente. Tras ser despedido de la Juventude el 28 de julio de 2014, fue nombrado entrenador del Novo Hamburgo el 19 de diciembre.
El 26 de mayo de 2015, sustituyó a Luiz Felipe Scolari al frente de Grêmio. Roger llevó al club a una impresionante tercera posición durante la campaña, siendo elogiado por sus deberes tácticos; sin embargo el 15 de septiembre del año siguiente tras una mala racha, dimitió.
El 2 de diciembre de 2016, fue anunciado en el Atlético Mineiro, firmando un contrato por dos años, pero fue relevado de sus funciones el 20 de julio del año siguiente, después de una derrota en casa por 2-0 ante el Bahía.
El 22 de noviembre de 2017, fue designado entrenador del Palmeiras para la temporada 2018.Fue destituido el 26 de julio, siendo sustituido posteriormente por Luiz Felipe Scolari; su equipo pasó a ganar el Brasileraõ después de su destitución.
El 2 de abril de 2019, reemplazó al despedido Enderson Moreira al frente de Bahía. El 2 de septiembre del año siguiente, después de una derrota en casa 5-3 contra el Flamengo, fue despedido.
El 27 de febrero de 2021, fue nombrado entrenador de otro club al que representaba como jugador, el Fluminense.Fue despedido el 21 de agosto, tras quedar eliminado de la Copa Libertadores 2021.
El 14 de febrero de 2022, Machado reemplazó a Vágner Mancini al frente del Grêmio, pero fue despedido el 1 de septiembre.
En enero de 2024, inició su segunda etapa en Juventude.El 18 de julio, dejó su cargo para asumir al frente del Internacional en reemplazo de Eduardo Coudet.

## Clubes

### Como jugador
| Club        | País   | Año       |
| ----------- | ------ | --------- |
| Grêmio      | Brasil | 1994-2003 |
| Vissel Kobe | Japón  | 2004-2005 |
| Fluminense  | Brasil | 2006-2008 |

### Como entrenador
| Equipo                    | Div.                | Temporada           | Liga  | Liga | Liga | Liga | Liga |       | Copa | Copa | Copa | Copa  |    | Internacional | Internacional | Internacional | Internacional | Internacional |   | Otros | Otros | Otros | Otros |     | Totales     | Totales | Totales | Totales | Totales | Totales | Totales | Totales |
| Equipo                    | Div.                | Temporada           | Part. | G    | E    | P    | Pos. | Part. | G    | E    | P    | Part. | G  | E             | P             | Pos.          | Part.         | G             | E | P     | Part. | G     | E     | P   | Rendimiento | GF      | GC      | Dif.    |         |         |         |         |
| ------------------------- | ------------------- | ------------------- | ----- | ---- | ---- | ---- | ---- | ----- | ---- | ---- | ---- | ----- | -- | ------------- | ------------- | ------------- | ------------- | ------------- | - | ----- | ----- | ----- | ----- | --- | ----------- | ------- | ------- | ------- | ------- | ------- | ------- | ------- |
| Grêmio · Brasil           | 1.ª                 | 2011                | -     | -    | -    | -    | -    | 1     | 1    | 0    | 0    | -     | -  | -             | -             | -             | -             | -             | - | -     | 1     | 1     | 0     | 0   | 100%        | 2       | 1       | +1      |         |         |         |         |
| Grêmio · Brasil           | 1.ª                 | 2012                | -     | -    | -    | -    | -    | 1     | 1    | 0    | 0    | -     | -  | -             | -             | -             | -             | -             | - | -     | 1     | 1     | 0     | 0   | 100%        | 2       | 1       | +1      |         |         |         |         |
| Grêmio · Brasil           | 1.ª                 | 2013                | -     | -    | -    | -    | -    | 4     | 1    | 0    | 3    | 2     | 1  | 0             | 1             | 1/8           | -             | -             | - | -     | 6     | 2     | 0     | 4   | 33.33%      | 9       | 10      | -1      |         |         |         |         |
| Juventude · Brasil        | 3.ª                 | 2014                | 8     | 3    | 3    | 2    | Inc. | 8     | 3    | 2    | 3    | -     | -  | -             | -             | -             | -             | -             | - | -     | 16    | 6     | 5     | 5   | 47.92%      | 15      | 18      | -3      |         |         |         |         |
| Novo Hamburgo · Brasil    | CG                  | 2015                | -     | -    | -    | -    | -    | 16    | 6    | 4    | 6    | -     | -  | -             | -             | -             | -             | -             | - | -     | 16    | 6     | 4     | 6   | 45.83%      | 14      | 15      | -1      |         |         |         |         |
| Novo Hamburgo · Brasil    | Total               | Total               | -     | -    | -    | -    | -    | 16    | 6    | 4    | 6    | -     | -  | -             | -             | -             | -             | -             | - | -     | 16    | 6     | 4     | 6   | 45.83%      | 14      | 15      | -1      |         |         |         |         |
| Grêmio · Brasil           | 1.ª                 | 2015                | 34    | 19   | 7    | 8    | 3.º  | 6     | 3    | 2    | 1    | -     | -  | -             | -             | -             | -             | -             | - | -     | 40    | 22    | 9     | 9   | 62.5%       | 54      | 29      | +25     |         |         |         |         |
| Grêmio · Brasil           | 1.ª                 | 2016                | 25    | 10   | 7    | 8    | Inc. | 20    | 13   | 4    | 3    | 8     | 3  | 2             | 3             | 1/8           | -             | -             | - | -     | 53    | 26    | 13    | 14  | 57.24%      | 82      | 61      | +21     |         |         |         |         |
| Atlético Mineiro · Brasil | 1.ª                 | 2017                | 15    | 5    | 5    | 5    | Inc. | 21    | 14   | 3    | 4    | 7     | 4  | 1             | 2             | Inc.          | -             | -             | - | -     | 43    | 23    | 9     | 11  | 60.47%      | 74      | 41      | +33     |         |         |         |         |
| Atlético Mineiro · Brasil | Total               | Total               | 15    | 5    | 5    | 5    | -    | 21    | 14   | 3    | 4    | 7     | 4  | 1             | 2             | -             | -             | -             | - | -     | 43    | 23    | 9     | 11  | 60.47%      | 74      | 41      | +33     |         |         |         |         |
| Palmeiras · Brasil        | 1.ª                 | 2018                | 15    | 6    | 5    | 4    | Inc. | 19    | 13   | 2    | 4    | 6     | 5  | 1             | 0             | Inc.          | -             | -             | - | -     | 40    | 24    | 8     | 8   | 66.67%      | 69      | 31      | +38     |         |         |         |         |
| Palmeiras · Brasil        | Total               | Total               | 15    | 6    | 5    | 4    | -    | 19    | 13   | 2    | 4    | 6     | 5  | 1             | 0             | -             | -             | -             | - | -     | 40    | 24    | 8     | 8   | 66.67%      | 69      | 31      | +38     |         |         |         |         |
| Bahia · Brasil            | 1.ª                 | 2019                | 38    | 12   | 13   | 13   | 11.º | 9     | 5    | 3    | 2    | -     | -  | -             | -             | -             | -             | -             | - | -     | 47    | 17    | 15    | 15  | 46.81%      | 55      | 48      | +7      |         |         |         |         |
| Bahia · Brasil            | 1.ª                 | 2020                | 6     | 2    | 2    | 2    | Inc. | 18    | 8    | 5    | 5    | 2     | 2  | 0             | 0             | Inc.          | -             | -             | - | -     | 26    | 12    | 7     | 7   | 55.12%      | 37      | 26      | +11     |         |         |         |         |
| Bahia · Brasil            | Total               | Total               | 44    | 14   | 15   | 15   | -    | 27    | 13   | 7    | 7    | 2     | 2  | 0             | 0             | -             | -             | -             | - | -     | 73    | 29    | 22    | 22  | 49.78%      | 92      | 74      | +18     |         |         |         |         |
| Fluminense · Brasil       | 1.ª                 | 2021                | 15    | 4    | 5    | 6    | Inc. | 17    | 10   | 3    | 4    | 10    | 5  | 4             | 1             | 1/4           | -             | -             | - | -     | 42    | 19    | 12    | 11  | 54.76%      | 60      | 43      | +17     |         |         |         |         |
| Fluminense · Brasil       | Total               | Total               | 15    | 4    | 5    | 6    | -    | 17    | 10   | 3    | 4    | 10    | 5  | 4             | 1             | -             | -             | -             | - | -     | 42    | 19    | 12    | 11  | 54.76%      | 60      | 43      | +17     |         |         |         |         |
| Grêmio · Brasil           | 2.ª                 | 2022                | 27    | 11   | 11   | 5    | Inc. | 9     | 5    | 1    | 3    | -     | -  | -             | -             | -             | 1             | 1             | 0 | 0     | 37    | 17    | 12    | 8   | 56.76%      | 50      | 23      | +27     |         |         |         |         |
| Grêmio · Brasil           | Total               | Total               | 86    | 40   | 25   | 21   | -    | 41    | 24   | 7    | 10   | 10    | 4  | 2             | 4             | -             | 1             | 1             | 0 | 0     | 138   | 69    | 34    | 35  | 58.21%      | 199     | 125     | +74     |         |         |         |         |
| Juventude · Brasil        | 1.ª                 | 2024                | 15    | 5    | 5    | 5    | Inc. | 19    | 7    | 7    | 5    | -     | -  | -             | -             | -             | -             | -             | - | -     | 34    | 12    | 12    | 10  | 47.05%      | 45      | 35      | +10     |         |         |         |         |
| Juventude · Brasil        | Total               | Total               | 23    | 8    | 8    | 7    | -    | 27    | 10   | 9    | 8    | -     | -  | -             | -             | -             | -             | -             | - | -     | 50    | 18    | 17    | 15  | 47.33%      | 60      | 53      | +7      |         |         |         |         |
| Internacional · Brasil    | 1.ª                 | 2024                | 25    | 13   | 7    | 5    | 5.º  | -     | -    | -    | -    | 1     | 0  | 1             | 0             | 1/16          | -             | -             | - | -     | 26    | 13    | 8     | 5   | 60.26%      | 42      | 26      | +16     |         |         |         |         |
| Internacional · Brasil    | 1.ª                 | 2025                | 19    | 6    | 6    | 7    | -    | 16    | 11   | 4    | 1    | 7     | 3  | 2             | 2             | -             | -             | -             | - | -     | 42    | 20    | 12    | 10  | 57.14%      | 64      | 44      | +20     |         |         |         |         |
| Internacional · Brasil    | Total               | Total               | 44    | 19   | 13   | 12   | -    | 16    | 11   | 4    | 1    | 8     | 3  | 3             | 2             | -             | -             | -             | - | -     | 68    | 33    | 20    | 15  | 58.33%      | 106     | 70      | +36     |         |         |         |         |
| Total en su carrera       | Total en su carrera | Total en su carrera | 242   | 96   | 76   | 70   | -    | 184   | 101  | 39   | 44   | 43    | 23 | 11            | 9             | -             | 1             | 1             | 0 | 0     | 470   | 221   | 126   | 123 | 55.96%      | 674     | 452     | +222    |         |         |         |         |
| 1. 2. 3.                  |                     |                     |       |      |      |      |      |       |      |      |      |       |    |               |               |               |               |               |   |       |       |       |       |     |             |         |         |         |         |         |         |         |

#### Resumen por competencias
| Torneo                 | PD  | G   | E   | P   | GF  | GC  | Dif. | Rendimiento | Mejor resultado        |
| ---------------------- | --- | --- | --- | --- | --- | --- | ---- | ----------- | ---------------------- |
| Serie C                | 8   | 3   | 3   | 2   | 6   | 7   | -1   | 50%         | Fase de grupos         |
| Brasileirão Serie B    | 27  | 11  | 11  | 5   | 30  | 16  | +14  | 54.32%      | 4.º lugar              |
| Brasileirão            | 207 | 82  | 62  | 63  | 264 | 230 | +34  | 49.59%      | 3.er lugar             |
| Copa de Brasil         | 33  | 17  | 7   | 9   | 45  | 26  | +19  | 58.59%      | Cuartos de final       |
| Campeonato Gaúcho      | 81  | 42  | 17  | 22  | 127 | 76  | +51  | 58.85%      | Campeón                |
| Recopa Gaúcha          | 1   | 1   | 0   | 0   | 5   | 0   | +5   | 100%        | Campeón                |
| Campeonato Mineiro     | 15  | 11  | 2   | 2   | 32  | 11  | +21  | 77.77%      | Campeón                |
| Primera Liga de Brasil | 6   | 2   | 3   | 1   | 7   | 5   | +2   | 50%         | Fase de grupos         |
| Paulistão              | 17  | 12  | 1   | 4   | 30  | 11  | +19  | 72.55%      | Subcampeón             |
| Copa do Nordeste       | 11  | 6   | 2   | 3   | 16  | 10  | +6   | 60.61%      | Subcampeón             |
| Campeonato Baiano      | 8   | 3   | 4   | 1   | 9   | 5   | +4   | 54.17%      | Campeón                |
| Campeonato Carioca     | 13  | 8   | 3   | 2   | 25  | 12  | +13  | 69.23%      | Subcampeón             |
| Copa Libertadores      | 40  | 21  | 10  | 9   | 71  | 41  | +30  | 60.83%      | Cuartos de final       |
| Copa Sudamericana      | 3   | 2   | 1   | 0   | 7   | 2   | +5   | 77.78%      | Dieciseisavos de final |
| TOTAL                  | 470 | 221 | 126 | 123 | 674 | 452 | +222 | 55.96%      | 6 Títulos              |

## Estadística de equipo nacional
| Selección de fútbol de Brasil | Selección de fútbol de Brasil | Selección de fútbol de Brasil |
| Año                           | Part.                         | Goles                         |
| ----------------------------- | ----------------------------- | ----------------------------- |
| 2001                          | 1                             | 0                             |
| Total                         | 1                             | 0                             |

## Palmarés

### Como jugador

#### Campeonatos regionales
| Título            | Club   | Estado             | Año  |
| ----------------- | ------ | ------------------ | ---- |
| Campeonato Gaúcho | Grêmio | Río Grande del Sur | 1995 |
| Campeonato Gaúcho | Grêmio | Río Grande del Sur | 1996 |
| Campeonato Gaúcho | Grêmio | Río Grande del Sur | 1999 |
| Campeonato Gaúcho | Grêmio | Río Grande del Sur | 2001 |

#### Campeonatos nacionales
| Título               | Club       | País   | Año  |
| -------------------- | ---------- | ------ | ---- |
| Copa do Brasil       | Grêmio     | Brasil | 1994 |
| Campeonato Brasileño | Grêmio     | Brasil | 1996 |
| Copa do Brasil       | Grêmio     | Brasil | 1997 |
| Copa do Brasil       | Grêmio     | Brasil | 2001 |
| Copa do Brasil       | Fluminense | Brasil | 2007 |

#### Copas internacionales
| Título              | Club   | Sede     | Año  |
| ------------------- | ------ | -------- | ---- |
| Copa Libertadores   | Grêmio | Medellín | 1995 |
| Recopa Sudamericana | Grêmio | Kōbe     | 1996 |

### Como entrenador

#### Campeonatos regionales
| Título             | Club             | Estado             | Año  |
| ------------------ | ---------------- | ------------------ | ---- |
| Campeonato Mineiro | Atlético Mineiro | Minas Gerais       | 2017 |
| Campeonato Baiano  | Bahia            | Bahía              | 2019 |
| Campeonato Baiano  | Bahia            | Bahía              | 2020 |
| Campeonato Gaúcho  | Grêmio           | Río Grande del Sur | 2022 |
| Recopa Gaúcha      | Grêmio           | Río Grande del Sur | 2022 |
| Campeonato Gaúcho  | SC Internacional | Río Grande del Sur | 2025 |

## Activismo político y cultural
Especialmente desde que se convirtió en entrenador de clubes de fútbol de élite brasileños, Roger Machado se ha destacado por su participación política en agendas relacionadas con la lucha contra el racismo y la desigualdad social.

En 2019 promovió, junto al técnico de Rio Marcão, el primer duelo entre entrenadores negros en la primera división del fútbol brasileño. El evento fue ampliamente publicitado por los medios de comunicación y utilizado por organizaciones antirracistas, como el Observatorio de Discriminación Racial en el Fútbol, para promover la igualdad racial en el deporte. Tras el partido, que enfrentó a los equipos de Bahía y Fluminense, Roger pronunció un discurso considerado histórico durante la rueda de prensa.
“Negar y silenciar es confirmar el racismo. Mi posición como negro en la élite del fútbol coincide con esto. El mayor prejuicio que sentí no fue una lesión. Siento que hay racismo cuando voy a un restaurante y soy la única persona negra en el lugar. En la universidad a la que fui, yo era el único negro. Esto es una prueba para mí. Pero aun así, rápidamente, cuando decimos esto, todavía tratan de decir: 'No hay racismo, ¿ves? Tu estás aquí'. No, soy una prueba de que hay racismo porque soy el único aquí ". Roger Machado 
En el mismo discurso, Roger destacó el papel del Estado en la promoción de la igualdad racial en Brasil, se opuso al mito del mestizaje racial brasileño y criticó la disminución de las inversiones en políticas afirmativas, que sería el sello de los gobiernos conservadores aplastados por las elecciones presidenciales de 2018.
"La culpa de esta demora, luego de 388 años de esclavitud, es del Estado, porque es a través de ella que las políticas públicas, que se han instituido en los últimos 15 años, que han rescatado la autoestima de estas poblaciones que por muchos años se les ha negado la asistencia básica, están siendo retirados en este momento ". Roger Machado 
El 6 de diciembre de 2019, mientras comandaba Bahía, recibió la Medalla Zumbi dos Palmares, otorgada por el Ayuntamiento de Salvador, en reconocimiento a su posición en la lucha contra el racismo.
En 2020, organizó y dirigió, junto con el psicólogo Tadeu de Paula, el proyecto Dialogues da Diaspora, un proyecto editorial que trabaja por la visibilidad y viabilidad de la publicación de autores negros e indígenas en Brasil. El proyecto resultó en una colección de libros que incluían investigaciones académicas en Antropología, Sociología, Psicología, Urbanismo, Letras, Comunicación y Artes, así como libros de poesía y ficción, todos publicados por Hucitec Editora. Los creadores trabajan con la idea de que el proyecto, en el futuro, se convierta en una editorial manteniendo el mismo propósito.
También en 2020 apoyó directamente la campaña de la candidata Manuela d'Ávila, quien representaba un amplio frente de izquierda, para el Ayuntamiento de Porto Alegre.